# Бриен-сюр-Эн
Брие́н-сюр-Эн (фр. Brienne-sur-Aisne) — коммуна во Франции, находится в регионе Шампань — Арденны. Департамент коммуны — Арденны. Входит в состав кантона Асфельд. Округ коммуны — Ретель.
Код INSEE коммуны — 08084.
Коммуна расположена приблизительно в 140 км к северо-востоку от Парижа, в 60 км северо-западнее Шалон-ан-Шампани, в 65 км к юго-западу от Шарлевиль-Мезьера.

## Население
Население коммуны на 2008 год составляло 179 человек.
| 1962 | 1968 | 1975 | 1982 | 1990 | 1999 | 2008 |
| ---- | ---- | ---- | ---- | ---- | ---- | ---- |
| 184  | 196  | 175  | 162  | 149  | 160  | 179  |

## Администрация
| Период | Период | Фамилия        | Партия | Должность |
| ------ | ------ | -------------- | ------ | --------- |
| 2001   | 2008   | Филип Гийемин  |        |           |
| 2008   |        | Йянник Реноден |        |           |

## Экономика
В 2007 году среди 108 человек в трудоспособном возрасте (15—64 лет) 81 были экономически активными, 27 — неактивными (показатель активности — 75,0 %, в 1999 году было 62,5 %). Из 81 активных работали 70 человек (41 мужчина и 29 женщин), безработных было 11 (6 мужчин и 5 женщин). Среди 27 неактивных 9 человек были учениками или студентами, 8 — пенсионерами, 10 были неактивными по другим причинам.

## Достопримечательности
- Церковь Св. Иоанна Крестителя (XIII век). Исторический памятник с 1926 года.[4]

## Фотогалерея

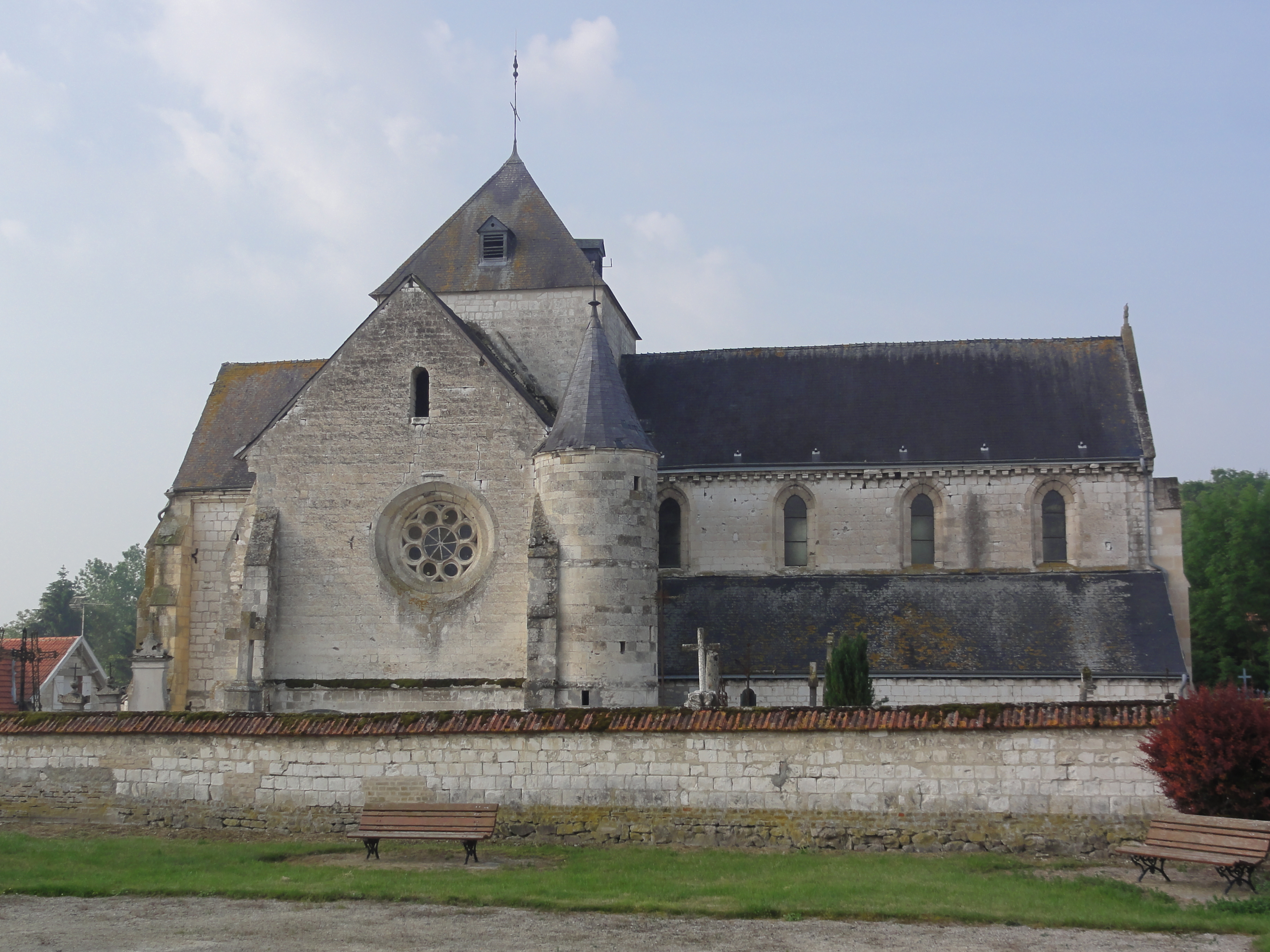
Церковь Св. Иоанна Крестителя
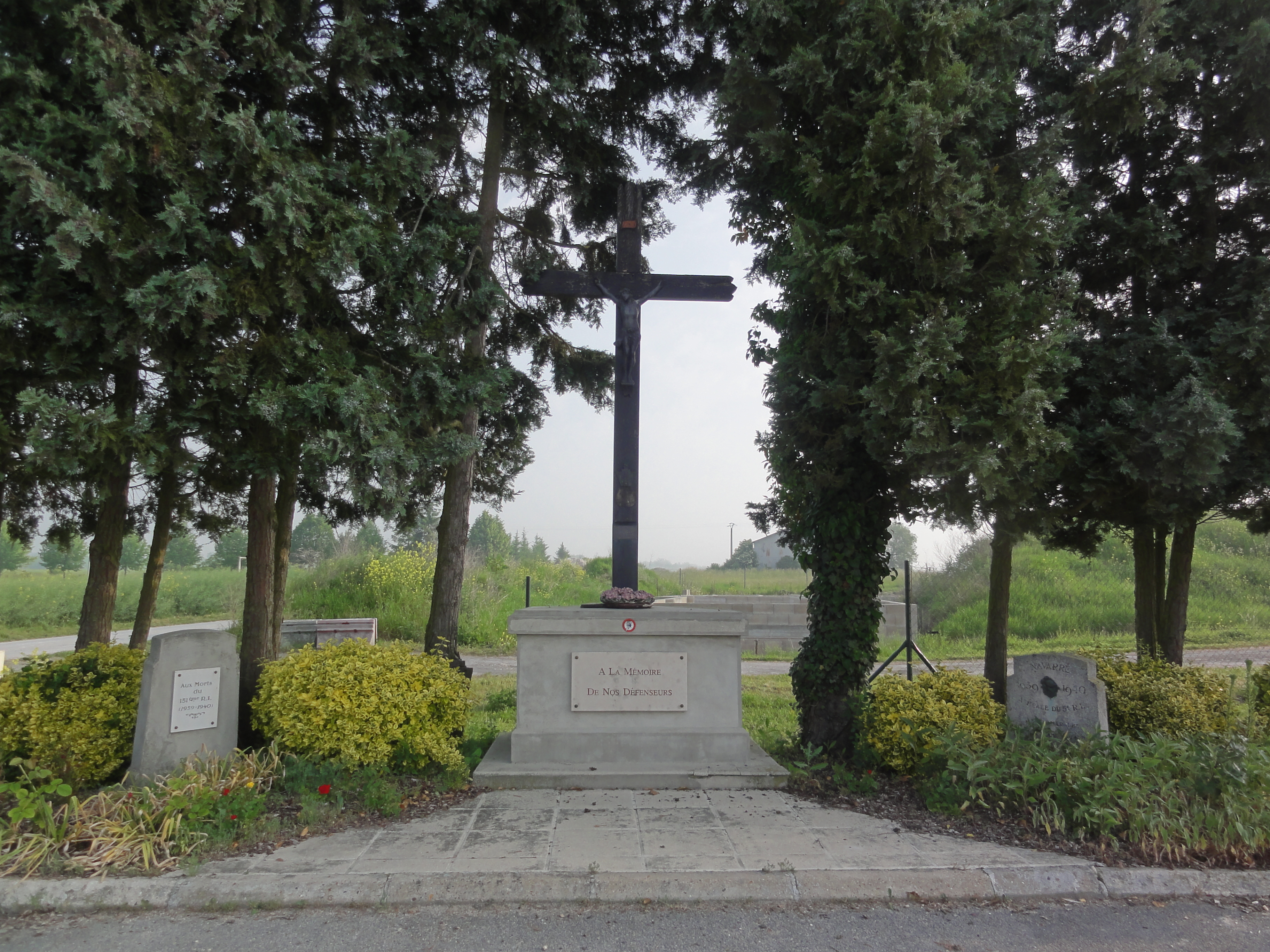
Крест
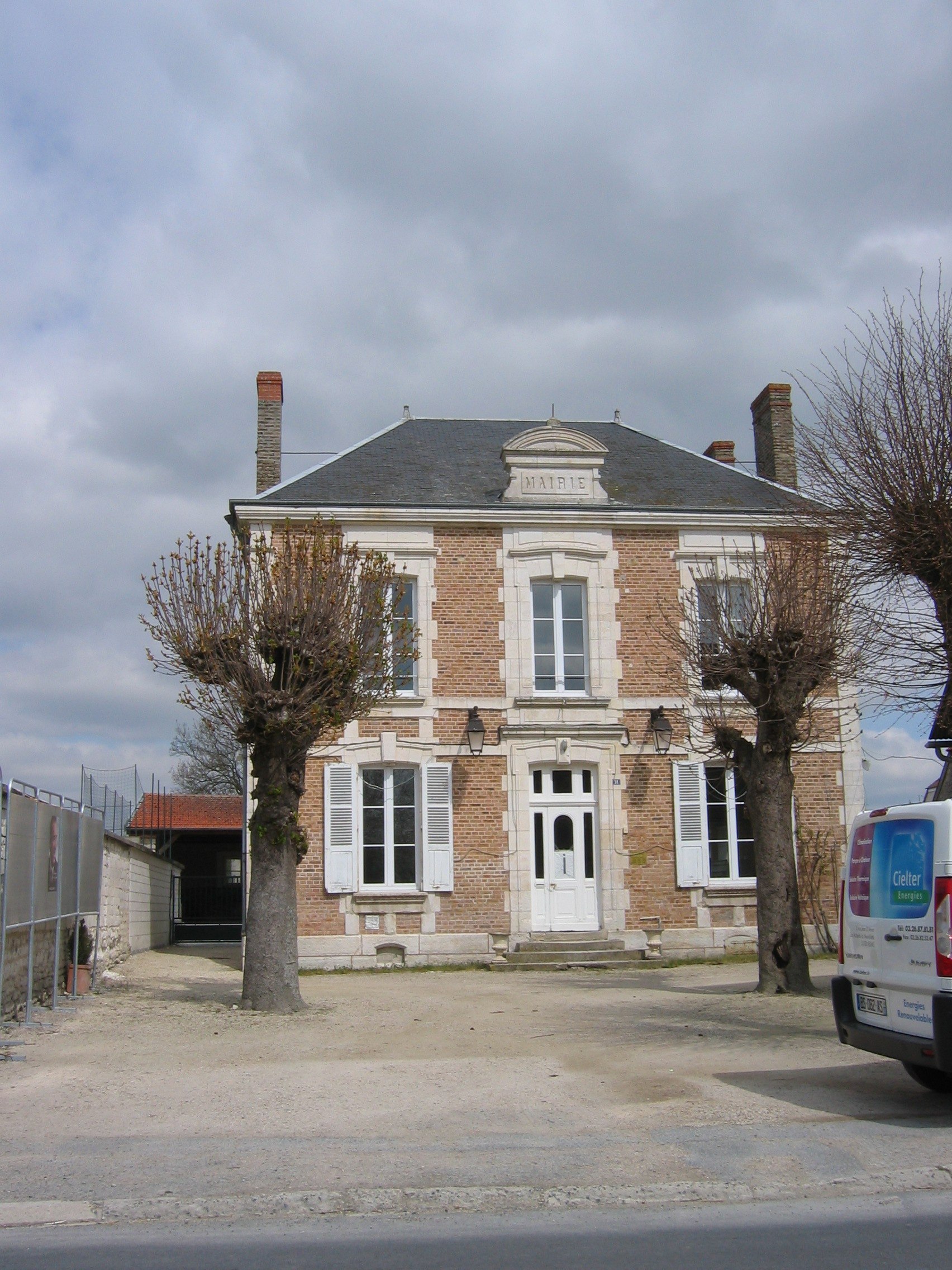
Мэрия
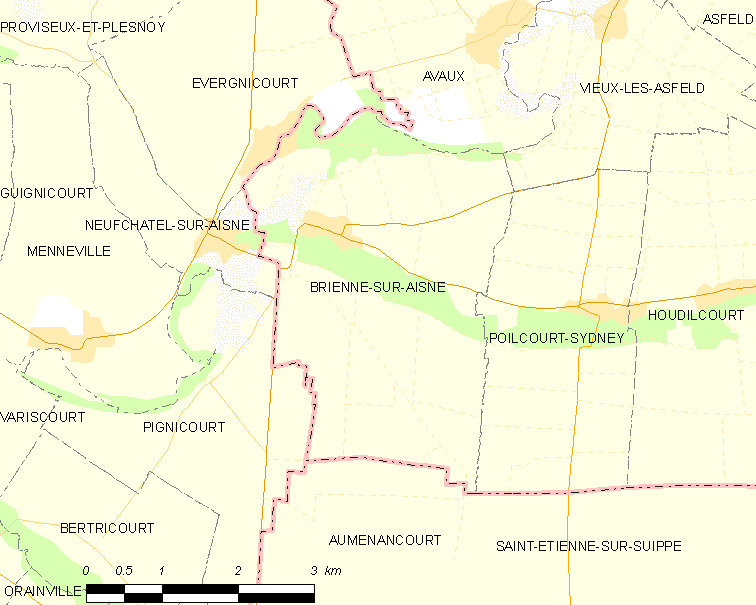
Карта коммуны